# Islisberg
Islisberg es una comuna suiza del cantón de Argovia, situada en el distrito de Bremgarten. Limita al noreste con la comuna de Aesch bei Birmensdorf (ZH), al este con Bonstetten (ZH), al sur con Hedingen (ZH), y al oeste con Arni.